# Osnovna šola Koseze
Osnovna šola Koseze je javna osnovna šola, ustanovljena leta 1977, s sedežem na Ledarski ulici 23 v Ljubljani.

## Zgodovina
Šola je bila ustanovljena leta 1977 kot Osnovna šola narodnega heroja Veljka Vlahovića. Leta 1991 se je preimenovala v Osnovno šolo Koseze. 

## Vodstvo
Trenutna ravnateljica šole je Lorieta Pečoler, pedagoginja in profesorica zgodovine. Pomočnika ravnateljice sta Mojca Černigoj Bizjak, profesorica razrednega pouka, in Emanuel Grgić.

## Simboli
Šola ima svoj logotip – zeleno hiško, ki simbolizira prijaznost do učencev in zdrave medsebojne odnose. Logotip je oblikoval nagrajenec Prešernovega sklada Matevž Medja. Šola ima tudi svojo himno, katere besedilo je napisala bivša pomočnica na šoli, glasbo pa tedanji učitelj glasbe.

## Znani nekdanji učenci
Med znanimi nekdanjimi učenci šole so košarkarja Goran in Zoran Dragić, trener smučarskih skakalcev Goran Janus, maneken in športnik Alen Kobilica ter glasbenika Rok Golob in Gal Gjurin s sestro Severo Gjurin.